# Stinoptila taurica
Stinoptila taurica là một loài bướm đêm trong họ Geometridae.